# Henricus Smithuis
Henricus Smithuis (Lingen, ca. 1654 – Halle, december 1726) was een Nederlands priester van Duitse komaf.

## Levensloop
Smithuis werd geboren in het Duitse Lingen. Hij volgde zijn priesteropleiding bij de jezuïeten in Münster en werd daar in 1680 door bisschop van Furstenberg in de Sint-Paulusdom tot priester gewijd. Hierna vertrok hij naar Twente waar hij op raad van de kloosterlingen van Frenswegen priester werd in Ootmarsum. Ook ging hij missen opdragen in de door de kloosterlingen geschonken Erve Konink in Halle. In 1703 werd hij echter verbannen  uit Ootmarsum en ging toen weer over de Duitse grens werken. Kort daarna, in 1705 werd hij benoemd tot aartspriester van Twente. Hij hield toen onder meer preken bij de kroezeboom op de Fleringer Es. Later keerde hij weer terug naar erve Konink in Halle waar hij tot zijn dood in 1726 bleef wonen en werken.